# Nemoria punctilinea
Nemoria punctilinea är en fjärilsart som beskrevs av Paul Dognin 1902. Nemoria punctilinea ingår i släktet Nemoria och familjen mätare. Inga underarter finns listade i Catalogue of Life.